# Competència intercultural
El concepte de competència intercultural ha aparegut els darrers anys, especialment des del camp de l'ensenyament de les llengües estrangeres. Fou J. Van Ek (1986) en el seu model de competència comunicativa que exposà els següents components: la competència sociolingüística, la competència estratègica i la competència sociocultural. Aquesta composició és l'actual antecedent del concepte de competència intercultural.
Michael Byram elabora el concepte de "competència intercultural" al nivell de l'aprenent de la llengua estrangera i el defineix com a "parlant intercultural", que és aquell "individu enfrontat a situacions de xoc cultural en les quals ha de comprendre les relacions entre cultures, les demandes d'experimentar altra forma de viure i interpretar el món,...".
La competència intercultural està formada per la consciència intercultural, la sensibilitat intercultural i la destresa social, totes elles necessàries per a desenvolupar-se amb eficàcia en un context social multicultural. La persona competent intercultural té uns requisits, actituds, destreses i coneixements que seran els que li permetin donar una resposta adequada als requeriments de tipus professional, interpersonal o afectiu que emergeixen dels citats contexts multiculturals.
El desenvolupament de la competència intercultural pot permetre afegir, desenvolupar o millorar atributs i característiques a nivell personal i individual. Aquestes característiques a desenvolupar són segons Kim (1988): adaptació social que s'entén com "una transformació interna d'un individu en el sentit d'adquirir noves aptituds i sentir-se bé quan es troba en un nou entorn cultural". Segons Kim, uns bons indicadors per mesurar el nivell d'adaptació social els trobem en el grau de coneixement de la llengua de la cultura d'acollida, motivació de l'individu respecte a l'adaptació, actitud positiva cap a la societat d'acollida, participació en xarxes que tinguin relació amb la societat d'acollida i fer ús dels mitjans de comunicació.
Una altra característica que es desenvolupa també amb una bona competència intercultural és la integració cultural, ja que així és possible aconseguir un equilibri amb el manteniment de la identitat pròpia i individual i un funcionament òptim dins d'altres grups culturals. Segons diversos autors, com Piontkowky i Florack (2000-2), un bon indicador d'integració cultural és el que grup dominants acceptin grups amb cultura no dominants mantinguin els propis costums i a més estimulin i ajudin que formin relacions amb el grup dominant. Així doncs, un bon desenvolupament de la competència cultural permet fer canvis que són aplicables a la vida quotidiana i necessaris per a un bon desenvolupament dins d'una societat on l'efecte de la globalització ens ha posat en contacte amb moltes i variades cultures.
En una altra dimensió, el Marc Comú Europeu de referència per a l'aprenentatge, l'ensenyament i l'avaluació de llengües, elaborat pel Consell d'Europa, planteja com a fita l'aprendre una o dues llengües estrangeres, en coherència amb la competència plurilingüe i intercultural, i defineix aquesta com la capacitat d'utilitzar les llengües amb finalitats comunicatives i per prendre part en la interacció intercultural que té una persona que domina, en graus diversos, distintes llengües i posseeix experiència de diverses cultures. És a dir, a més a més de l'aprenentatge específic de les llengües, cal aprendre actituds i habilitats per afrontar altres llengües, fins i tot desconegudes (conèixer i valorar-les, saber gestionar el problemes de les interaccions multilingües, respectar altres maneres de veure el món, etc.), en resum, estar obert a l'"altre".
Finalment, en el nou disseny curricular del Departament d'Educació de la Generalitat de Catalunya que estableix l'aprenentatge per competències, s'albira en elles la competència intercultural que és una competència transversal, valorable i útil, per a totes les persones que conviuen i treballen amb persones d'altres cultures, i és un recurs més per a l'exercici de la ciutadania i un mitjà per a la consecució d'aquesta.
L'adquisició d'aquesta competència i el seu desenvolupament pren especial importància amb l'augment del volum i qualitat dels processos de transnacionalitat, la presència significativa de corrents migratoris permanents i temporals (turisme, estudis, treball…), i la globalització econòmica, cultural i laboral del món actual.